# 브레이 (래퍼)
브레이(1989년 2월 8일 ~)는 대한민국의 가수다. 2015년 10월 15일 싱글 앨범 <Gat Ma Zone>으로 데뷔했다.

## 방송
- 쇼미더머니 5 (2016) - Top42
- 사인히어 (2019) - Top44
- 쇼미더머니 11 (2022)

## 수상
- 레드불 랩 판소리 대회 우승 (2014)
- 슈퍼 루키 챌린지 우승 (2014)